# Luigi Consonni
Luigi Consonni (21 de junho de 1905 – 1992) foi um ciclista olímpico italiano.
Pela Itália, ele participou nos Jogos Olímpicos de 1932, em Los Angeles, nos Estados Unidos, onde finalizou na quarta posição no contrarrelógio por equipes de 1000 m. Ele terminou com um tempo de "1:14.7".